# 槍械形
銃形（英文：Gunfu, Gunkata；日文：ガン カタ），其中「形」在日本話中是指演武、形式練習等規範動作，亦作「型」。銃型是美國電影《重裝任務》中出現的虛構的、融合功夫的槍戰格鬥技。亦有銃鬥術、截銃道等譯法。

## 概要
※出自電影對白：
「透過分析上千起槍戰事件，其中對手的幾何分配，在任何槍戰中皆可預測，槍械形將槍視為完全武器，身體每個部位都代表最大殺傷區，給最大數量的敵人最大傷害，同時保護我方人員，免受傳統彈道武器反擊，只要熟記此形，攻擊效率將提升至120%（1.2倍），63%（1.63倍）的致命效率差別，能讓精通槍械形者，就能成為舉足輕重的高手。」

## 出現類似槍械形的媒體作品

### 電影
- 重裝任務／撕裂的末日
- 紫光任務
- 駭客任務系列
- 刺客聯盟
- 捍衛任務

### 電玩遊戲
- GUNGRAVE。
- 蒼翼默示錄BLAZEBLUE-ノエル・ヴァーミリオン。
- アカツキ電光戦記-アノニム。
- 聖靈之心-佩特拉·約罕娜·拉肯威斯特使用的Lagerkvist Gun Arts。
- 無限FRONTIER 超級機器人大戰OG saga-ハーケン・ブロウニング。
- 同人遊戲ヴァンガードプリンセス-ルナ姫木

### 動畫&漫畫
- ゼロイン
- MUSASHI -GUN道-
- 天才少女閃士
- 緋彈的亞莉亞
- 魔法老師
- 動畫版雙槍激鬥
- 帝皇萬能俠SKL [-致敬重裝任務]
- 槍神 TRIGUN
- 終之退魔師
- 平凡職業造就世界最強

### 小說
- 無限恐怖